# Excellent Cadaver
Excellent Cadaver — американская независимая компания, основанная актрисой Дженнифер Лоуренс в 2018 году. Среди проектов компании — драма «Мост через озеро» (2022) и комедия «Без обид» (2023), в обеих из которых Лоуренс исполнила главную роль.

## История
Компания Excellent Cadaver была основана в 2018 году актрисой Дженнифер Лоуренс, которая занимается продюсированием в паре со своим партнёром Жюстин Чьяррокки.
В октябре 2018 года поступила информация, что компания заключила соглашение с правом первоочередного приобретения с Makeready, которая будет финансировать и продюсировать Excellent Cadaver самостоятельно либо же через финансовые и производственные сделки Makeready с Universal Pictures и Entertainment One.
Лоуренс обратилась к аниматору Дону Херцфельдту с просьбой создать анимированный логотип для компании, который впервые был использован в первом полнометражном фильме Excellent Cadaver — «Мост через озеро». В январе 2023 года данная кинолента получила первую для компании номинацию на премию «Оскар» в категории «Лучшая мужская роль второго плана» — для Брайана Тайри Генри.
В 2023 году на широкие экраны вышла вторая полнометражная картина — комедия «Без обид», собравшая в мировом прокате более 89 млн долларов и принёсшая Лоуренс номинацию на премию «Золотой глобус» за лучшую женскую роль в комедии или мюзикле. В том же году на Каннском кинофестивале состоялась премьера первого документального фильма и в целом третьего проекта компании — фильма «Хлеб и розы» афганского режиссёра Сахры Мани, рассказывающем о последствиях захвата власти талибами в 2021 году для женщин, который получил всеобщее признание кинокритиков.
В 2024 году Лоуренс вместе Челси и Хиллари Клинтон выступила в качестве исполнительного продюсера документальной ленты «Журавски против Техаса», основанной на одноимённом судебном процессе, связанном с репродуктивными правами женщин в штате Техас, премьера которой состоялась на кинофестивале «Теллурайд». После премьеры фильма и предстоящих президентских выборов в США, Лоуренс подчеркнула важность использования своей компании для производства проектов так: «Это прекрасная, удивительная вещь в кино и документалистике. Слушая факты или новости, слыша о том, что происходит, очень легко забыть, пока ты не увидишь человеческое существование и не поймешь, что происходит. Думаю, именно тогда можно изменить мнение».
Следующим продюсерским релизом Excellent Cadaver станет триллер Линн Рэмси «Умри, моя любовь» с Лоуренс, Робертом Паттинсоном, Сисси Спейсек, Лакитом Стэнфилдом и Ником Нолти в главных ролях, спродюсированный совместно с Мартином Скорсезе.

## Фильмография

### Выпущенные проекты
| Год  | Название               | Режиссёр                | Кассовые сборы (в мире) | Примечания                                                                               | Ист.          |
| ---- | ---------------------- | ----------------------- | ----------------------- | ---------------------------------------------------------------------------------------- | ------------- |
| 2022 | Мост через озеро       | Лила Нойгебауэр         | —                       | Совместно с IAC Films и A24                                                              | [ 11 ]        |
| 2023 | Хлеб и розы            | Сахра Мани              | —                       | Совместно с Apple Studios                                                                | [ 12 ] [ 13 ] |
| 2023 | Без обид               | Джин Ступницки          | $87,3 млн               | Совместно с Saks Picture Company, Odenkirk Provissiero Entertainment и Columbia Pictures | [ 14 ]        |
| 2024 | Журавски против Техаса | Мейси Кроу и Эбби Перро | —                       | Совместно с HiddenLight Productions и Out of Nowhere                                     | [ 15 ] [ 16 ] |
| 2025 | Умри, моя любовь       | Линн Рэмси              | —                       | Совместно с Black Label Media                                                            | [ 17 ]        |

### В разработке
- «Жёны» (совместно с BB2, A24 и Apple Studios)[18]
- «Почему ты меня не любишь?» (совместно с Square Peg и A24)[19]

### Разработанные проекты
- «Проект Делириум» (совместно с 2929 Entertainment[англ.]) (режиссёром выступит Дженнифер Лоуренс)[20]
- «Зельда»[21]
- «Погребальные обряды» (совместно с TriStar Pictures)[22]
- Безымянный проект Дженнифер Лоуренс и Эми Шумер[23]
- «Девушка из мафии» (совместно с Makeready)[24]
- «Сью» (совместно с Picturestart и Apple Studios)[25][26]
- «Плохая кровь» (совместно с Hyperobject Industries, Gary Sanchez Productions, Legendary Pictures, and Apple Studios)[27]